# Pedro Monteiro
Pedro Filipe Tinoco Monteiro, meglio noto come Pedro Monteiro (Paços de Ferreira, 30 gennaio 1994), è un calciatore portoghese, difensore del Madura Utd.